# Agerola
Agerola ist eine italienische Gemeinde mit 7744 Einwohnern (Stand 31. Dezember 2023) in der Metropolitanstadt Neapel, Region Kampanien. Sie ist Teil der Bergkomune Comunità Montana Monti Lattari - Penisola Sorrentina. Agerola ist für seine Milchprodukte, vor allem Käse, bekannt.

## Bevölkerungsentwicklung
Agerola zählt 2742 Privathaushalte. Zwischen 1991 und 2001 fiel die Einwohnerzahl von 7508 auf 7348. Dies entspricht einer prozentualen Abnahme von 2,1 %.

## Persönlichkeiten
- Paolo Avitabile (1791–1850), General, Abenteuer und Gouverneur von Peschawar

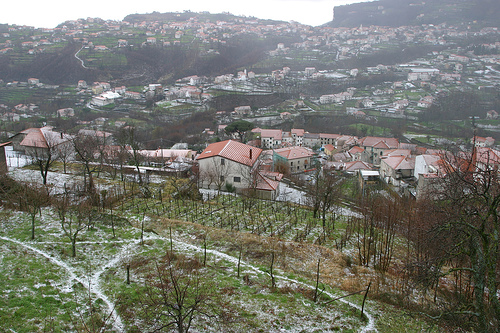
Agerola
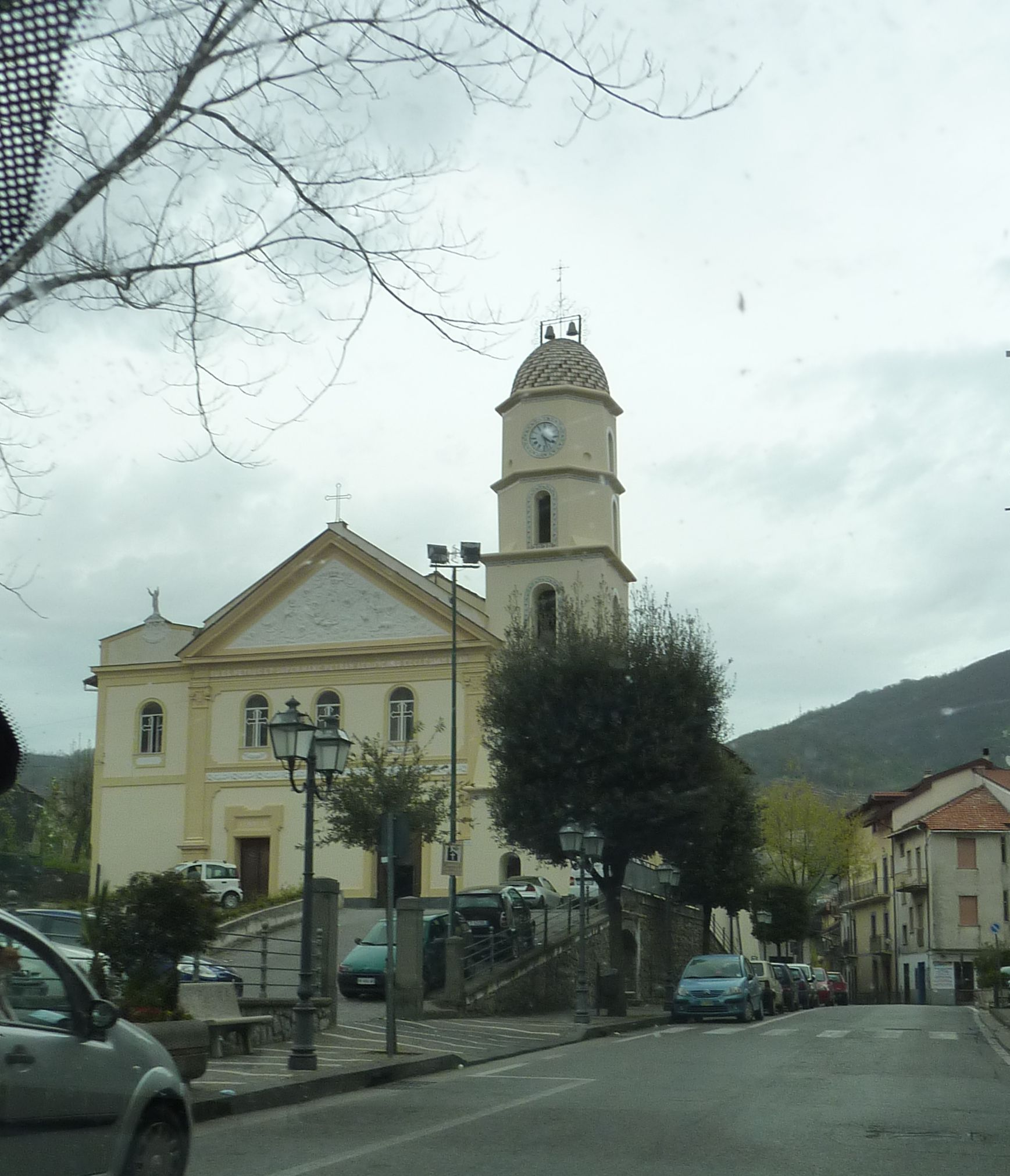
Kirche in Agerola
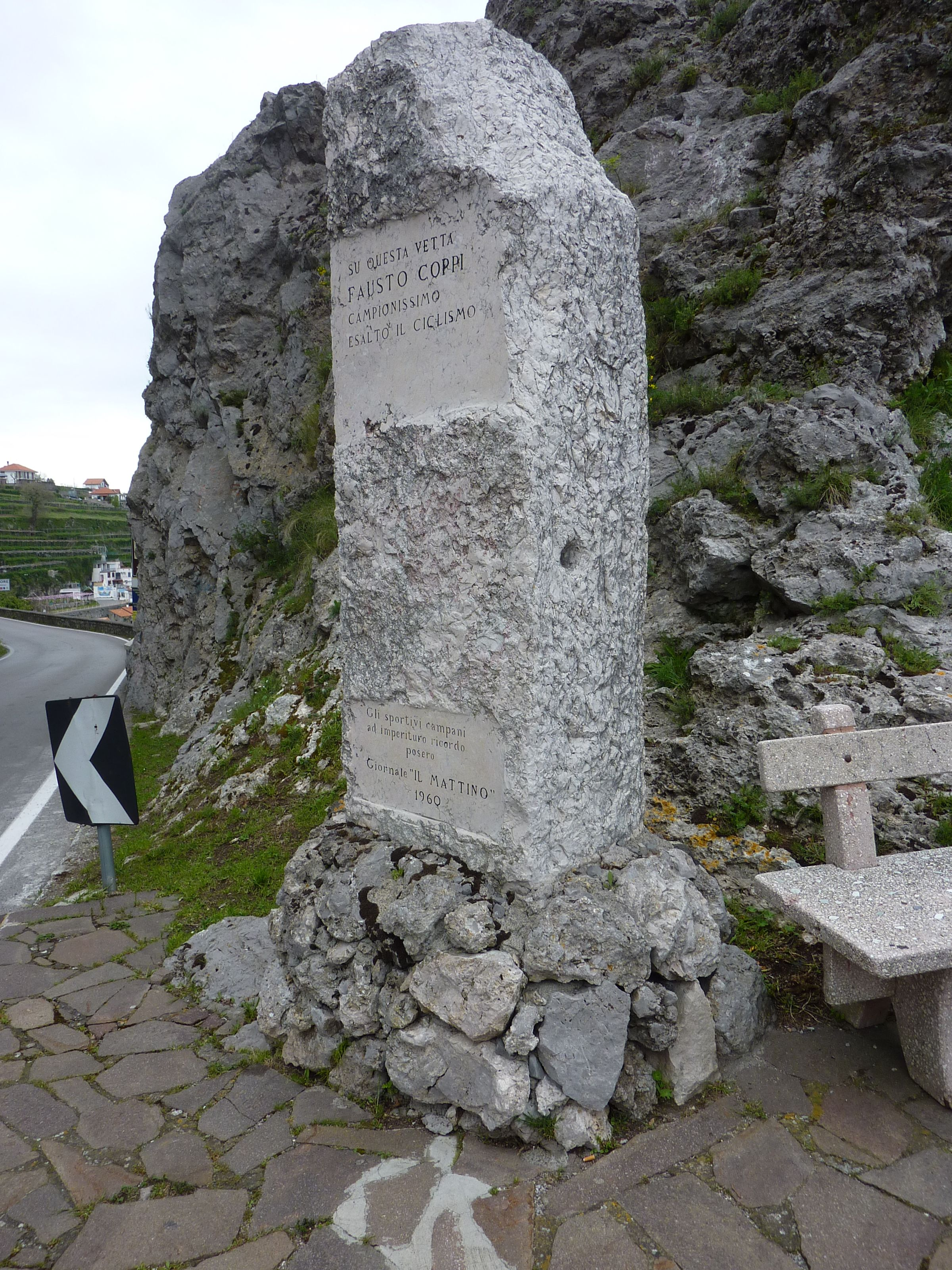
Gedenkstele für Fausto Coppi
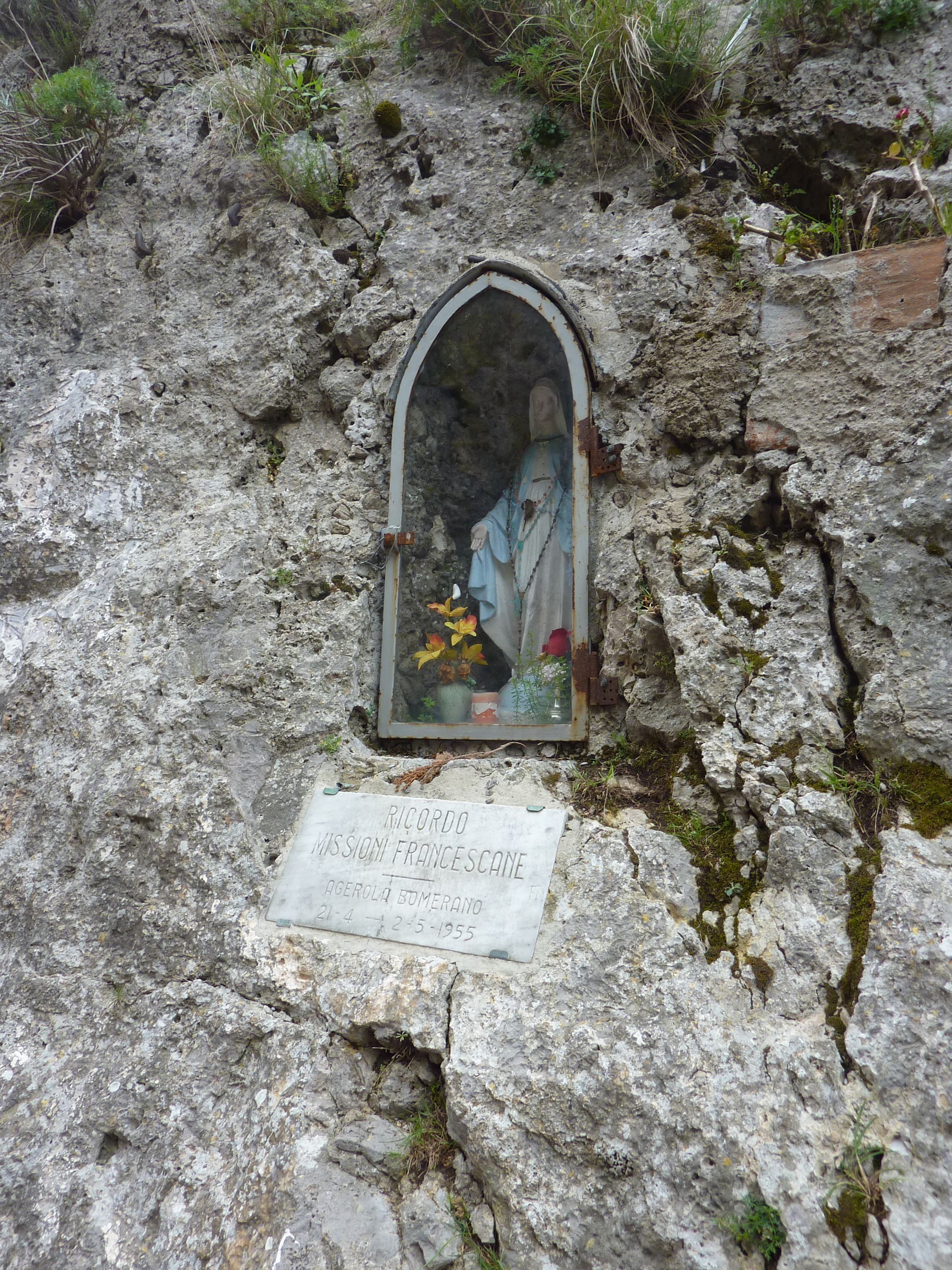
Madonna in Agerola